# Championnat d'Europe de poursuite masculin (moins de 23 ans)
Pour les articles homonymes, voir Championnat d'Europe de poursuite.
Le Championnat d'Europe de poursuite individuelle masculin moins de 23 ans est le championnat d'Europe de poursuite organisé annuellement par l'Union européenne de cyclisme pour les cyclistes âgés de moins de 23 ans. Le championnat organisé depuis 2001, a lieu dans le cadre des championnats d'Europe de cyclisme sur piste juniors et espoirs. Un championnat d'Europe espoirs existait déjà entre 1996 et 1999, mais il n'était pas organisé par l'UEC.

## Palmarès
| Année | Or                 | Argent             | Bronze            |
| ----- | ------------------ | ------------------ | ----------------- |
| 1996  | Alexei Markov      | Christian Lademann | Ronny Lauke       |
| 1997  | Christian Lademann | Robert Bartko      | Oleg Jukov        |
| 1998  | Linas Balčiūnas    | Franco Marvulli    | Sebastian Siedler |
| 1999  | Ruslan Pidgornyy   | Franco Marvulli    | Damien Pommereau  |

| Année | Or                  | Argent               | Bronze              |
| ----- | ------------------- | -------------------- | ------------------- |
| 2001  | Bradley Wiggins     | Sergejus Apionkinas  | Tomas Vaitkus       |
| 2002  | Volodymyr Dyudya    | Roman Kononenko      | Kieran Page         |
| 2003  | Volodymyr Dyudya    | Alexander Serov      | Vasil Kiryienka     |
| 2004  | Volodymyr Dyudya    | Alexander Serov      | Levi Heimans        |
| 2005  | Volodymyr Dyudya    | Robert Bengsch       | Levi Heimans        |
| 2006  | Mikhail Ignatiev    | Gediminas Bagdonas   | Nikolai Trussov     |
| 2007  | Dominique Cornu     | Alexandr Pliuschin   | Steven Burke        |
| 2008  | Vitaliy Shchedov    | Jérôme Cousin        | Marco Coledan       |
| 2009  | Steven Burke        | Valery Kaykov        | Alexandr Pliuschin  |
| 2010  | Valery Kaykov       | Artur Ershov         | Marco Coledan       |
| 2011  | Artur Ershov        | Sergey Chernetskiy   | Albert Torres       |
| 2012  | Silvan Dillier      | Albert Torres        | Kévin Labèque       |
| 2013  | Stefan Küng         | Alexander Evtushenko | Ryan Mullen         |
| 2014  | Stefan Küng         | Kirill Sveshnikov    | Tom Bohli           |
| 2015  | Marc Fournier       | Tom Bohli            | Corentin Ermenault  |
| 2016  | Filippo Ganna       | Ivo Oliveira         | Thomas Denis        |
| 2017  | Mark Stewart        | Ivo Oliveira         | Daniel Staniszewski |
| 2018  | Felix Groß          | Ivan Smirnov         | Stefan Bissegger    |
| 2019  | Felix Groß          | Ivan Smirnov         | Lev Gonov           |
| 2020  | Felix Groß          | Ivan Smirnov         | Lev Gonov           |
| 2021  | Tobias Buck-Gramcko | Nicolas Heinrich     | Manlio Moro         |
| 2022  | Nicolas Heinrich    | Tobias Buck-Gramcko  | Manlio Moro         |
| 2023  | Noah Vandenbranden  | Josh Charlton        | Joshua Tarling      |
| 2024  | Noah Vandenbranden  | Manlio Moro          | Thibaut Bernard     |
| 2025  | Josh Charlton       | Renato Favero        | Luca Giaimi         |